# Амадора
Амадора (на португалски: Amadora) е град в Португалия. Населението му е 175 136 жители (по данни от преброяването от 2011 г.), което го прави 5-ия по население град в Португалия. Площта на града е 23,77 км². Намира се близо до столицата Лисабон. В града живее голяма африканска общност.